# Вигано-Сан-Мартино
Вигано-Сан-Мартино (итал. Vigano San Martino) — коммуна в Италии, располагается в регионе Ломбардия, в провинции Бергамо.
Население составляет 1162 человека (2008 г.), плотность населения составляет 318 чел./км². Занимает площадь 4 км². Почтовый индекс — 24060. Телефонный код — 035.
Покровителем коммуны почитается святой Иоанн Креститель, празднование 24 июня.

## Демография
Динамика населения:

## Администрация коммуны
- Официальный сайт: http://www.comune.vigano-san-martino.bg.it/ Архивная копия от 27 августа 2010 на Wayback Machine